# 云南紫珠
云南紫珠（学名：Callicarpa yunnanensis）为马鞭草科紫珠属的植物。分布于越南以及中国大陆的云南等地，生长于海拔530米至560米的地区，多生在江边疏林和沟谷林中，目前尚未由人工引种栽培。
其种加词 yunnanensis 意为“云南的”。

## 异名
- Callicarpa erioclona auct. non Schau.